# Трубный (Марий Эл)
Трубный — посёлок в Звениговском районе Республики Марий Эл России. Входит в состав городского поселения Красногорский.
Численность населения — 522 (2010) человек.

## География
Посёлок находится в 4 км к юго-востоку от центра городского поселения — пгт Красногорский. В 1 км к северу от посёлка протекает река Илеть.

## История
В 1968 году открыт дом-интернат для престарелых на 311 мест. Одновременно здесь были построены баня-прачечная, котельная, гараж и жилой дом на 24 квартиры. Обитатели интерната прибыли на самолете Ан-2 из ликвидированного в зоне строительства Чебоксарской ГЭС Сумского дома-интерната в Горномарийском районе.
Посёлок Трубный возник в 1969 году на базе республиканского дома инвалидов и престарелых.
В 1973 году в посёлке находились 5 индивидуальных и один 16-квартирный дом.
В 1980 году в интернате был введён в эксплуатацию пристрой спального корпуса на 110 мест. За 1982—1986 годы в посёлке было построено 60 квартир. При интернате были построены свиноферма, теплица, складские помещения.
В 1983 году интернат перепрофилировали в психоневрологический, в 1997 году для тяжело больных открыли отделение милосердия на 150 мест.
На 1 января 2001 года в посёлке Трубный в 62 хозяйствах проживали 182 человека. Кроме них, около 400 человек постоянно проживали в Красногорском психоневрологическом доме-интернате. Посёлок радиофицирован. Имеется артезианская скважина, водопровод, газ. Дорога заасфальтирована от шоссе до дома-интерната. Неподалеку от посёлка есть кладбище, на котором хоронят умерших жителей дома-интерната.
На 1 января 2004 года в посёлке в 62 дворах проживали 165 человек и 406 — в доме-интернате.

## Население
| 2002 | 2010 |
| ---- | ---- |
| 572  | ↘522 |

## Транспорт
Железнодорожная станция Шелангер линии Зелёный Дол — Яранск.
В 1 километре к западу от посёлка проходит автомобильная дорога федерального значения А295 Йошкар-Ола — Зеленодольск — автодорога М7 Волга.
Через посёлок проходит железная дорога Зелёный Дол — Яранск. Ближайшая станция — Илеть.

## Здравоохранение
- Красногорский психоневрологический интернат.